# Melanaspis rhizophorae
Melanaspis rhizophorae är en insektsart som först beskrevs av Cockerell 1899.  Melanaspis rhizophorae ingår i släktet Melanaspis och familjen pansarsköldlöss. Inga underarter finns listade i Catalogue of Life.